# Mzansi Tour
Die Mzansi Tour ist ein ehemaliges Straßenradrennen in Südafrika. Das Etappenrennen wurde im Jahr 2013 zum ersten Mal ausgetragen und gehörte zur UCI Africa Tour. Dort war es in der UCI-Kategorie 2.2 eingestuft. Die Sieger der ersten beiden Austragungen kamen jeweils aus Südafrika. 2015 wurde das Rennen nicht ausgetragen.

## Sieger
- 2014  Jacques Janse van Rensburg
- 2013  Robert Hunter